# 张仲愈
张仲愈（?—?），金朝大臣，金世宗时参知政事。
宫女称心纵火十六位，延烧开封府宫殿。大定四年（1164年），宋金议和，金世宗诏命苏保衡监护工役，派遣少府监张仲愈取南京宫殿图本。金世宗对苏保衡说：“追回张仲愈。民间将说朕效法正隆年间的奢侈。”
大定六年（1166年）张仲愈以少府监充贺宋正旦使。大定十年（1170年）八月，太子完颜允恭从山东使者得知民间之苦，官库钱满露积，而民间无钱。于是对户部尚书张仲愈说：“天子富藏天下，何必独在府库。”于是上奏：“钱在府库，何异铜矿在野。请求流转，使公私俱利。”金世宗采纳。
大定二十一年（1181年）十月，金世宗与张仲愈议论冒名占田之事。大定二十二年（1182年）九月，金世宗认为张仲愈等所拟条约太刻，只是把百姓本来没有理由得来的土地，自安抚后未尝交税，胡乱当做自己的产业，进行收缴。
大定二十三年（1183年）二月庚戌，以户部尚书张仲愈为参知政事。七月，博兴县民李孜收太阳烤干的盐，大理寺条列私盐及刮咸土二个罪名上奏。宰臣说此非私盐可比，张仲愈却说：“私盐处罚很重，而犯法的人还是很多，不可放纵。”金世宗说：“刮硷不是煎煮，何以同私盐？”张仲愈说：“如此则渤海之人任意刮硷食用，将损害官府的利益。”力争不止，金世宗于是以李孜按照刮硷定罪。后触犯则同私盐一样论处。七月乙酉，平章政事移剌道，参知政事张仲愈罢职。